# Chavannes-sous-Orsonnens
Pour les articles homonymes, voir Chavannes.
Chavannes-sous-Orsonnens (Tsavanè  en patois fribourgeois) est une localité et une ancienne commune suisse du canton de Fribourg, située dans le district de la Glâne.

## Histoire
Situé sur le versant occidental du Gibloux, le village de Chavannes-sous-Orsonnens comprenait plusieurs hameaux dont Granges-la-Battiaz avec qui il a fusionné en 1866. Petite seigneurie des barons de Pont-en-Ogoz et divers fiefs, Chavannes-sous-Orsonnens fut possédé par les Challant, les coseigneurs de Pont-en-Ogoz, les Reyff et le monastère de la Fille-Dieu de Romont. Le village fit partie du bailliage de Pont-Farvagny jusqu'en 1798, puis du district de Romont de 1798 à 1803 et de l'arrondissement et du district de Farvagny de 1803 à 1848. Depuis 1848, Chavannes-sous-Orsonnens fait partie du district de la Glâne.
Les noms des familles originaires de Chavannes-sous-Orsonnens sont : Blanc, Chammartin, Chassot, Débieux, Defferrard, Dévaud, Dewarrat, Dubey, Gobet, Ittig, Jaquat, Jaquaz, Manini, Pontet, Prélaz et Rokita.
Le 1er janvier 2001, l'ancienne commune de Chavannes-sous-Orsonnens fusionne avec ses voisines d'Orsonnens, Villargiroud et Villarsiviriaux pour former la commune de Villorsonnens.

## Patrimoine bâti
Dédiée à Saint-Jean-Baptiste, la chapelle de Chavannes-sous-Orsonnens existait déjà dans le premier tiers du XVIe siècle. Une grande partie de sa décoration remonte au siècle suivant. Le retable de gauche représente deux saints priés par les pèlerins, Saint-Jacques, botté, et Saint-Christophe, invoqué pour la traversée des rivières. Elle fut agrandie en 1769.

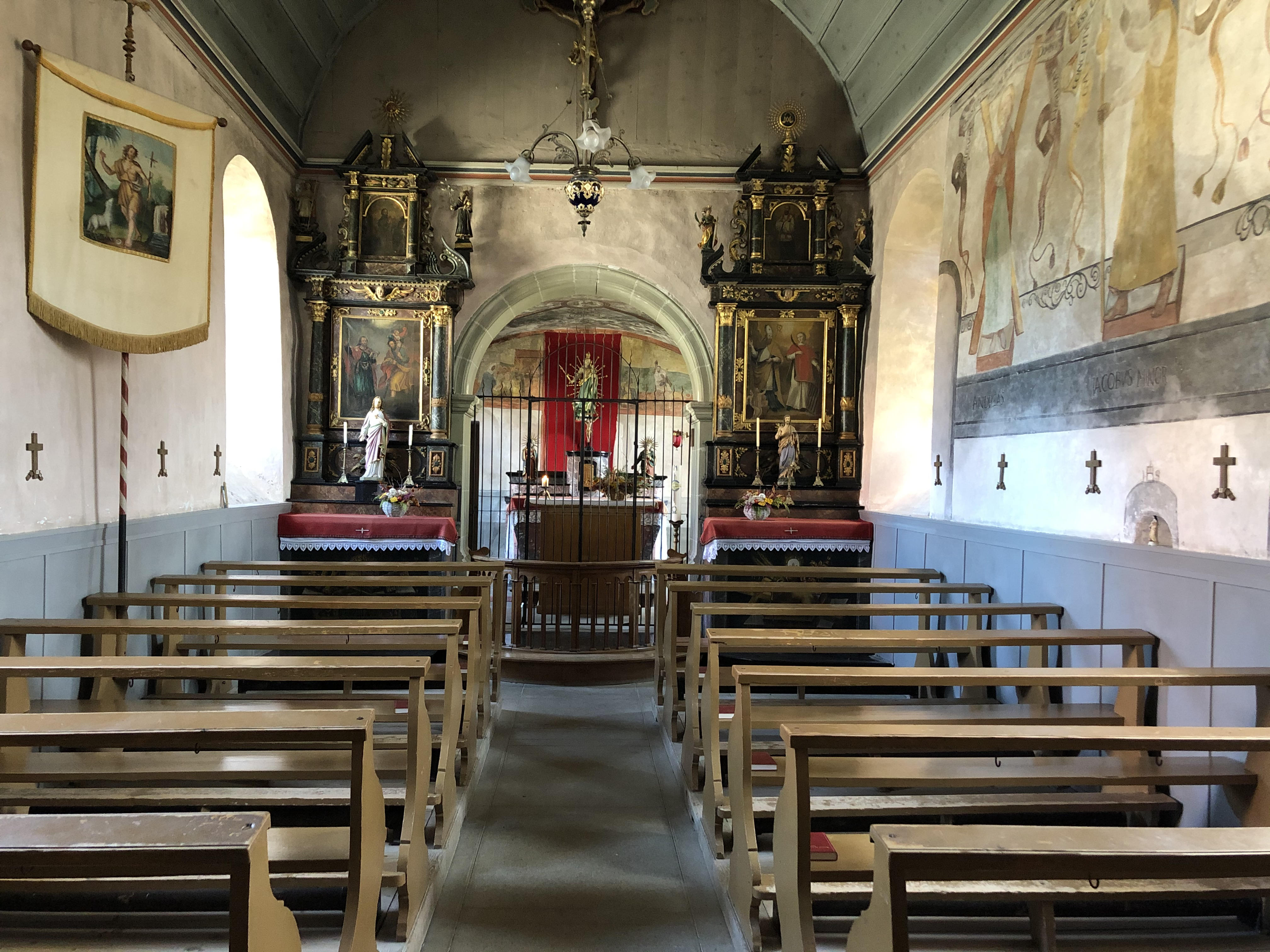
Vue intérieure de la chapelle

## Personnalité
Henri Chammartin (1918-2011), cavalier spécialiste du dressage, cinq médailles aux jeux olympiques dont une d'or en 1964, est né à Chavannes-sous-Orsonnens.